# Clan Sanada

El emblema (Rokumonsen) del clan Sanada.

El clan Sanada (真田氏 Sanada-shi?) es un clan japonés. Los Sanada se asociaron con muchos dominios de Matsushiro en la actual prefectura de Nagano.

## Historia
El clan Sanada se decía que era descendiente del Seiwa Genji. Históricamente, la bandera de los clanes fue establecida por Unno Yukiyoshi a principios del siglo XVI. Él estableció la Rokumonsen (insignia de las seis monedas) en su bandera. Los Sanada eran vasallos clave en la maquinaria de guerra Takeda contribuyendo con 3 Sanada como los famosos generales de guerra de Takeda, que eran, Sanada Yukitaka (padre), Sanada Nobutsuna (hijo mayor), Sanada Masayuki (segundo hijo), junto con su hermano menor Sanada Masateru.
Sanada Yukitaka estableció el clan y su nombre a principios del siglo XVI.

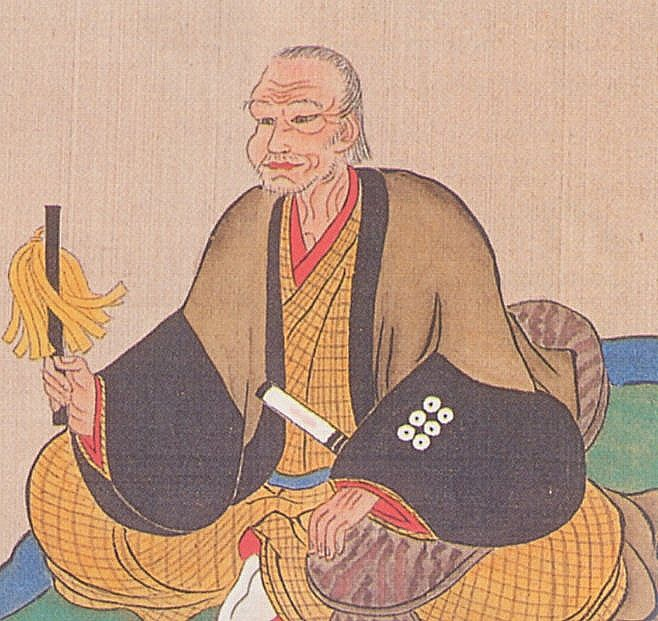
Sanada Masayuki

En el periodo Sengoku, Sanada Masayuki (1545-1609) condujo al clan. Su segundo hijo Sanada Yukimura (1567-1615) sirvió a Toyotomi Hideyoshi a partir de 1587.
En la Batalla de Sekigahara Nobushige (Yukimura) luchó contra Tokugawa Hidetada en el castillo de Ueda retrasando su éxito llegando a Sekigahara con 38.000 refuerzos. Se opuso a los Tokugawa de nuevo en la batalla de Osaka, donde murió.

### Período Edo
Sanada Nobuyuki (1566-1658) era el hijo mayor de Masayuki. En el año 1600, se puso del lado de los Tokugawa. Se le dio el control del dominio de Ueda en la provincia de Shinano y el dominio de Numata en la provincia de Kozuke con unos ingresos de 65.000 koku. En 1622, fue transferido al dominio de Nobuyuki Matsushiro (100.000 koku) en Shinano. Sus descendientes permanecieron allí hasta la Restauración Meiji en 1868.
Las fuerzas del clan Sanada participaron en el ataque a Aizu en 1868, en el lado del ejército imperial. Ellos fueron designados para hacerse cargo de los prisioneros de guerra Aizu, pero se negaron.[cita requerida]

### Era Moderna
En 1871, el antiguo daimio hizo un recuento en el sistema kazoku de la nobleza. El jefe de una rama menor del clan se le dio el título de barón.
En la era Meiji el ornitólogo Yukiyasu Kiyosu era el hijo de Sanada Yukitami, el último señor de Matsushiro.[cita requerida]

## Líderes
1. Yukiyoshi (Unno)
2. Yukitaka
3. Nobutsuna
4. Masayuki[2]
5. Nobuyuki[2]
6. Nobumasa
7. Yukimichi
8. Nobuhiro
9. Nobuyasu
10. Yukihiro
11. Yukitaka (2nd)
12. Yukitsura
13. Yukinori
14. Yukitami
15. Yukimura

## Retenedores notables
- Sakuma Shozan Sakuma Xiangshan (佐久間象山?) (1811-1864)
- Hayashi Sanada (a veces escrito Hayashi Sanda) 真 田林 (1803-1842)

## Programa de televisión
NHK en Japón saldrá al aire una emisión anual de Taiga por la Sengoku Jidai. Esta vez (2016) es el Sanada Maru.